# Atletismo nos Jogos Pan-Americanos de 1987 - 1500 m masculino
A prova dos 1500 m masculino nos Jogos Pan-Americanos de 1987 foi realizada em 12 de agosto em Indianápolis, Estados Unidos.

## Medalhistas
| Ouro                    | Prata                         | Bronze                         |
| Joaquim Cruz BRA Brasil | Jim Spivey USA Estados Unidos | Steve Scott USA Estados Unidos |

### Final
| Posição           | Nome              | Nacionalidade      | Tempo   | Notas |
| ----------------- | ----------------- | ------------------ | ------- | ----- |
| Medalha de ouro   | Joaquim Cruz      | BRA Brasil         | 3:47.34 |       |
| Medalha de prata  | Jim Spivey        | USA Estados Unidos | 3:47.46 |       |
| Medalha de bronze | Steve Scott       | USA Estados Unidos | 3:47.76 |       |
| 4                 | David Campbell    | CAN Canadá         | 3:48.77 |       |
| 5                 | Dave Reid         | CAN Canadá         | 3:49.25 |       |
| 6                 | Mauricio González | MEX México         | 3:50.01 |       |
| 7                 | Michael Watson    | BER Bermudas       | 3:51.55 |       |
| 8                 | Rafael Martínez   | MEX México         | 3:52.15 |       |